# 路易斯·弗罗伊斯

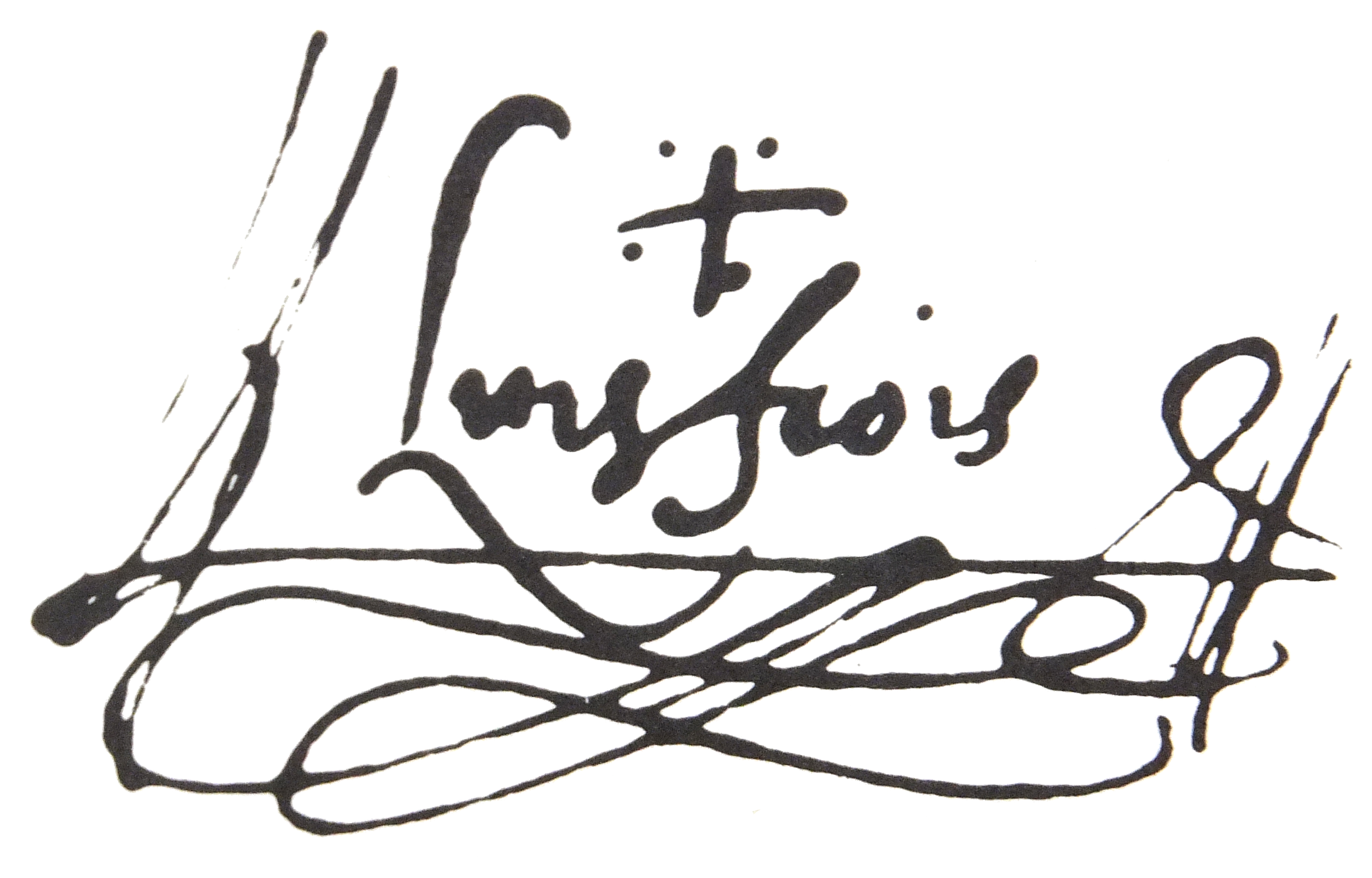
路易斯·弗罗伊斯的親筆簽名

路易斯·弗罗伊斯（1532年—1597年7月8日）是葡萄牙天主教傳教士，年輕時已經離葡萄牙，主要在日本傳教，是《日本史》及《日歐比較文化》的作者。在方濟各·沙勿略（Francis Xavier）推薦下來日傳教，曾與織田信長見面。1597年在長崎病逝，最後他記載日本二十六聖人被處死的事件。

## 生平
1532年誕生於葡萄牙里斯本，1541年（時9歲）進入葡萄牙的宮廷，在王室秘書廳擔任書記見習，累積日後文書處理的經驗。1548年（16歲）加入耶穌會，同年前往當時葡萄牙在印度的根據地果阿，接受養成教育。在果阿遇到決心前往遠東傳教的方濟各·沙勿略與薩摩出身的日本翻譯彌次郎，對於弗罗伊斯後來的人生與命運產生重大影響。1561年在果阿晉升為司鐸，以語言及寫作方面的能力見長，從事與各傳教地通訊的工作。
1563年（31歲）在肥前横瀨浦（今長崎縣西海市）登陸，開始在日本從事傳教工作。學習了日語後，1564年從平戶前往京都。1565年1月31日抵達京都，但是對於將軍足利義輝與室町幕府威信的旁落感到失望。在混亂的戰國時代艱困的在京都、近畿地區負責傳教的工作。
1569年弗罗伊斯與上洛的天下新霸主織田信長在建築中的二條城初次見面。織田信長對既存的佛教反感，從火燒比叡山等事可以得知，但是信長對於南蠻事物很感興趣。弗罗伊斯得到織田信長的信任，被准許在畿内傳教。弗罗伊斯與1570年來日的義大利傳教士奧爾岡蒂諾（Organtino Gnecchi-Soldo）一起在京都進行傳教活動，得到許多信徒。弗罗伊斯的著作中提到織田信長雖是異教徒，但是對於基督教始終抱著寬容的態度（弗罗伊斯的著作出現許多《信長公記》沒有的記述，是研究日本史的重要資料之一）。1576年京都南蠻寺（教堂）在奧爾岡蒂諾的指揮以及眾人的協力下完工。
1577年弗罗伊斯將京都地區傳教負責人的職位轉讓給奧爾岡蒂諾，到豐後擔任地區負責人的職務，在大友氏領內從事傳教事業。赴任後，與大友宗麟、義統父子成為親交。1580年傳教士范禮安（Alessandro Valignano）來日時陪同擔任翻譯，在安土城拜謁織田信長。1583年，由於上級指示離開了第一線的傳教工作，開始記錄耶穌會在日本的活動，執筆《耶穌會日本年報》；後來將精力投入在記錄日本各地的見聞上，開始編纂《日本史》。
織田信長在本能寺被弒後，豐臣秀吉一開始繼承信長對基督教的政策，但是當基督教勢力擴大後，開始感到不安。1587年6月19日豐臣秀吉發布《伴天連追放令》，命令耶穌會傳教士立即停止傳教、在20日內離開日本本土、並破壞京都等地的南蠻寺，弗罗伊斯於是來到長崎定居。
1590年，弗罗伊斯偕同歸國的天正遣歐少年使節及范禮安在聚樂第會見了豐臣秀吉。1592年與范禮安一起遠渡澳門，1595年返回長崎。1597年留下了《二十六聖人殉教記》的最後報告後，於7月8日逝世，享年65岁。
弗罗伊斯直接目擊了基督教早期在日本的發展、榮光、悲劇與餘暉，以聖職的身分與織田信長、豐臣秀吉、大友宗麟等一代風雲人物熟識，並以出色的文筆詳實的紀錄京畿、九州地區的風土民情，為這個時期的日本留下了寶貴的紀錄。

## 著作

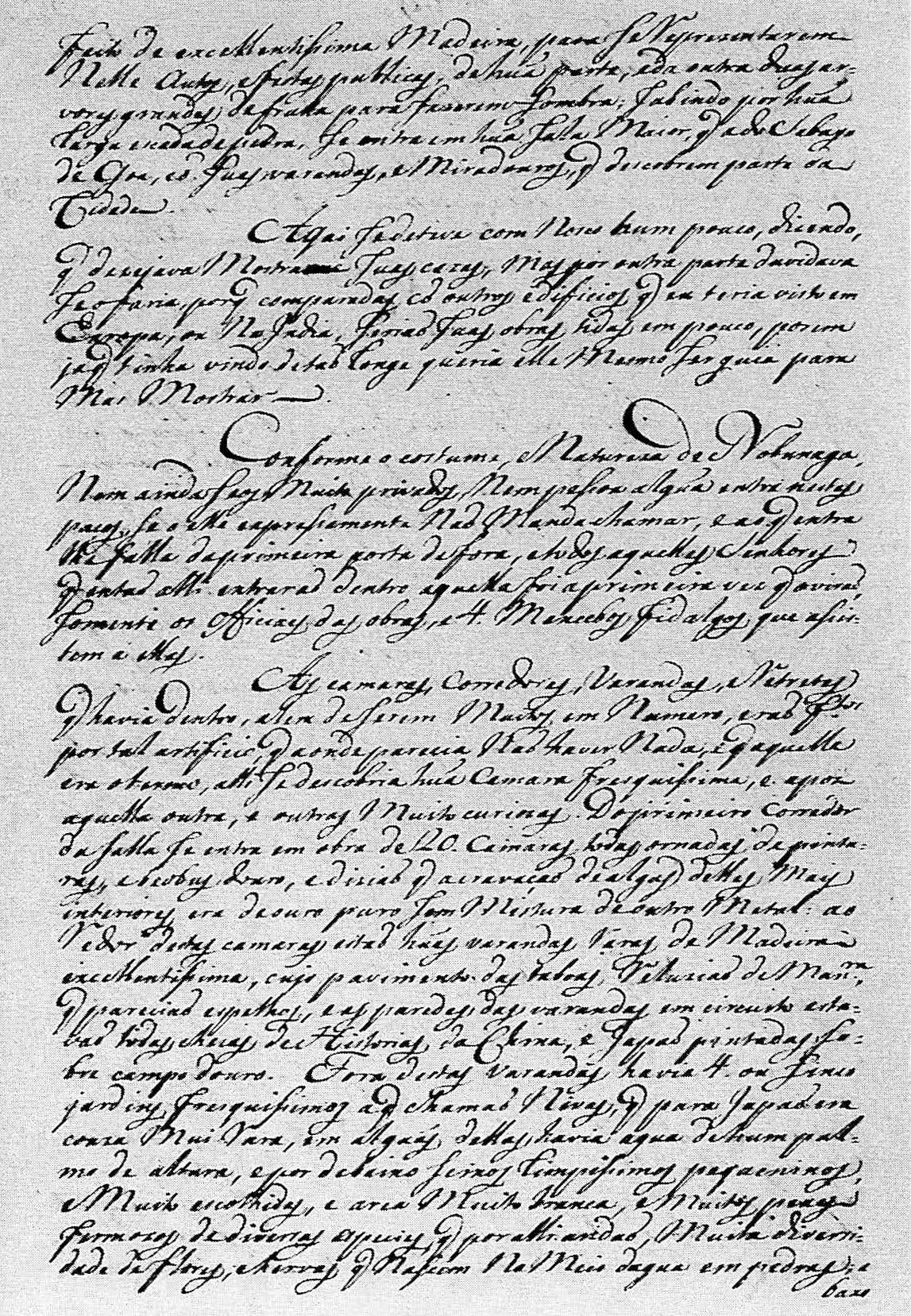
弗罗伊斯《日本史》手稿

- 《日本史》（Historia de Iapam）
- 《日歐比較文化》
- 《日本二十六聖人殉教記》

## 內部連結
- 方濟各·沙勿略（Francisco de Xavier，1506-1552）：納瓦拉（今西班牙）哈維耶爾人，耶穌會傳教士，1549年來日，主要在山口、大分地區傳教。
- 路易斯·德·阿魯梅達（Luís de Almeida，1525-1583）：葡萄牙里斯本人，醫師，1552年來日，後成為耶穌會傳教士，在府內開設日本第一間西醫醫院。
- 奧爾岡蒂諾（Organtino Gnecchi-Soldo，1533-1609）：威尼斯倫巴第（今義大利北部）Casto人，耶穌會傳教士，1570年來日，主要在京都地區傳教。
- 日本二十六聖人

## 外部連結
- 國立臺灣大學所藏大鳥文庫之耶穌會傳教文獻 （页面存档备份，存于）